# إدوارد ماكجيل
إدوارد ماكجيل هو سياسي كندي، ولد في 21 سبتمبر 1912 في فانكوفر في كندا، وتوفي في 3 ديسمبر 1996. انتخب عضو المجلس التنفيذي لمانيتوبا ‏.